# 洛格哈馬倫崖
72°30′S 0°30′E / 72.500°S 0.500°E
洛格哈馬倫崖（德語：Låghamaren），是南極洲的山崖，位於毛德皇后地的瑪塔公主海岸，屬於斯維爾德魯普山脈的一部分，由德國探險隊拍攝照片，現時由南極條約體系管理。